# Lijst van aardbevingen in Colombia

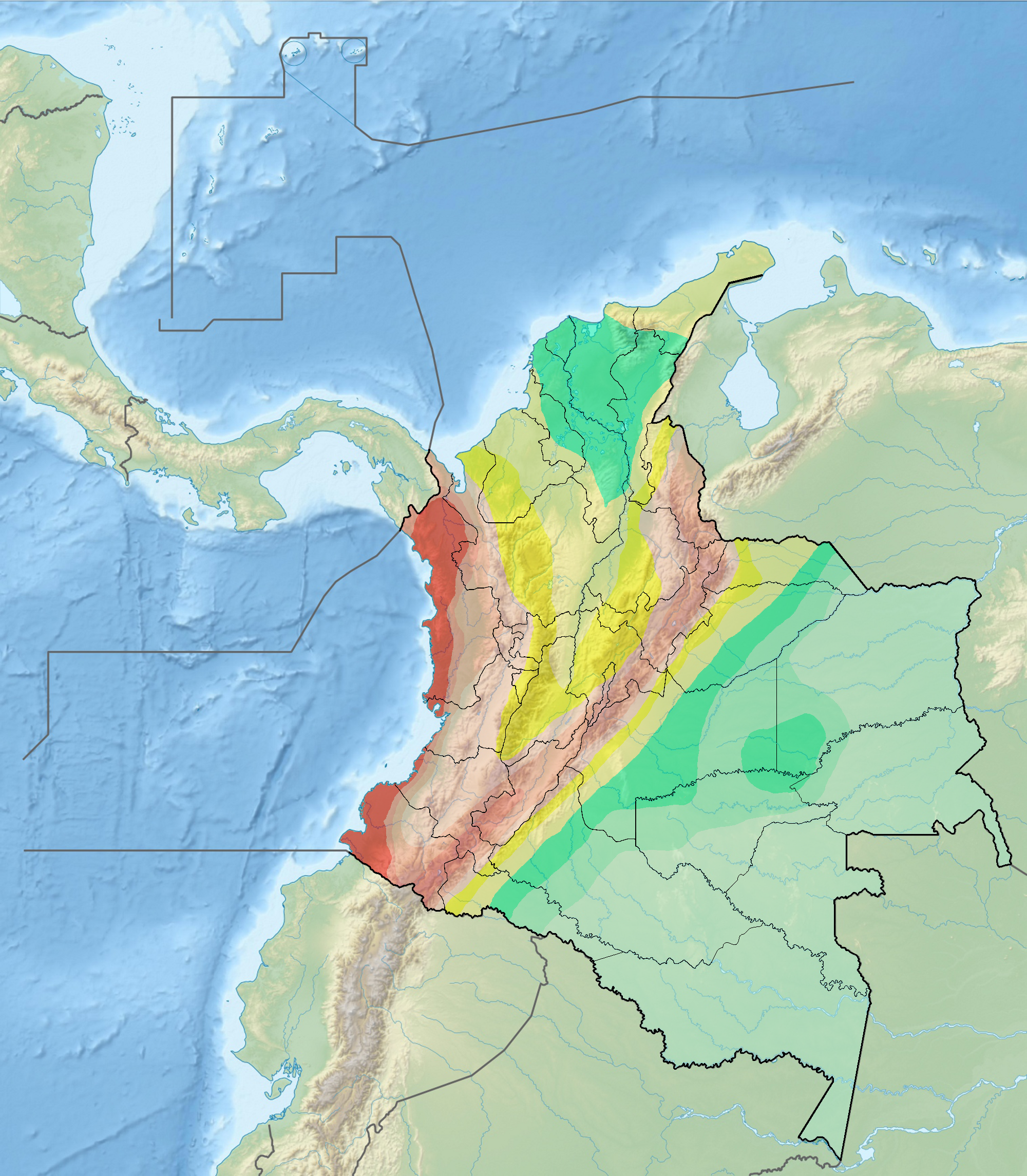
Aardbevingsgevoeligheid in Colombia

Deze lijst bevat aardbevingen van Colombia.
Colombia is een geologisch actief land, deel uitmakend van de Nazca-, Caribische en Zuid-Amerikaanse plaat. De subductie van de Nazcaplaat onder de Zuid-Amerikaanse plaat veroorzaakt vulkanisme en aardbevingen in de bergketens Cordillera Occidental en Cordillera Central, beide onderdeel van het Andesgebergte. Colombia maakt deel uit van de Ring van Vuur.
De meest recente zwaardere aardbeving werd geregistreerd in Santander op 7 februari 2014.

## Lijst van aardbevingen in Colombia
| datum      | tijd‡            | plaats                                                 | locatie                | dodelijke slachtoffers | diepte (km) | magnitude     | intensiteit | tsunami    | bronnen     |
| ---------- | ---------------- | ------------------------------------------------------ | ---------------------- | ---------------------- | ----------- | ------------- | ----------- | ---------- | ----------- |
| 16-01-1827 | 22:45            | Bogotá                                                 | Lat 1.8 Long -76.4     | 250                    | onbekend    | 7,7 Ms        | X           | nee        | [ 2 ] [ 3 ] |
| 20-01-1834 | 12:00            | Putumayo                                               | Lat 1.20 Long -77.00   | 80                     | onbekend    | 7,0 ?         | VIII        | nee        | [ 4 ]       |
| 18-05-1875 | 11:25            | Cúcuta zie Aardbeving Cúcuta 1875                      | 7° 56′ NB, 72° 31′ WL  | ~2000                  | onbekend    | 7,5 ?         | IX          | nee        | [ 5 ]       |
| 31-01-1906 | 15:36            | Esmeraldas Zie Aardbeving Ecuador-Colombia 1906        | Lat 1.0 Long -81.5     | ~1000                  | onbekend    | 8,8 Mw 8,6 ML | VIII        | ja (5 m)   | [ 6 ]       |
| 31-08-1917 | 11:36            | Bogotá                                                 | Lat 4.0 Long -74.0     | 6                      | 40          | 7,3 Ms        | VII         | nee        | [ 7 ]       |
| 09-01-1936 | 09:23            | Tuquerres                                              | Lat 0.09 Long -77.37   | 250                    | onbekend    | 7,0 ?         | VIII        | nee        | [ 8 ]       |
| 19-01-1958 | 14:07            | Ecuador, Colombia zie Aardbeving Ecuador-Colombia 1958 | Lat 1.5 Long -79.5     | 111                    | 60          | 7,8 Mw 7,6 ML | VIII        | ja (1,5 m) | [ 9 ]       |
| 09-02-1967 | 15:24            | Neiva                                                  | Lat 2.90 Long -74.90   | 98                     | onbekend    | 7,2 Mw 6,8 ML | VII         | nee        | [ 10 ]      |
| 31-07-1970 | 17:08            |                                                        | Lat -1.46 Long -72.56  | 1                      | onbekend    | 8,0 Mw 7,7 ML | IV          | nee        | [ 11 ]      |
| 23-11-1979 | 18:40            | El Cairo                                               | Lat 1.53 Long -79.2    | 44                     | onbekend    | 7,2 Mw 6,7 ML | VII         | nee        | [ 12 ]      |
| 12-12-1979 | 07:59            | Tumaco zie Aardbeving Tumaco 1979                      | Lat 1.598 Long -79.358 | 600                    | 33          | 8,1 Mw 7,9 ML | IX          | ja (5 m)   | [ 13 ]      |
| 31-03-1983 | 08:15            | Popayán                                                | Lat 2.44 Long 76.66    | 300                    | onbekend    | 5,5 ML        | VIII        | nee        |             |
| 06-061994  | 20:47            | Páez zie Aardbeving Paez 1994                          | Lat 2.917 Long -76.057 | 295                    | 12          | 6,8 Mw        | VII         | nee        | [ 14 ]      |
| 19-01-1995 | 10:05            | Tauramena                                              | Lat 5.04 Long -72.93   | 6                      | onbekend    | 6,0 ML 6,5 Mw | V           | nee        | [ 15 ]      |
| 08-02-1995 | 13:40            | Cali, Pereira                                          | Lat 4.1 Long -76.62    | 35                     | onbekend    | 6,4 Mw        | VII         | nee        | [ 16 ]      |
| 25-01-1999 | 18:19            | Armenia zie Aardbeving Armenia 1999                    | Lat 4.461 Long -75.724 | 1185                   | onbekend    | 6,2 Mw        | VIII        | nee        | [ 17 ]      |
| 15-11-2004 | 03:34            | Pizarro zie Aardbeving Pizarro 2004                    | Lat 4.81 Long 77.79    | 0                      | onbekend    | 6,7 ML 7,2 Mw | VI          | nee        |             |
| 24-05-2008 | 19:20            | El Calvario zie Aardbeving El Calvario 2008            | Lat 4.330 Long -73.764 | 11                     | 9           | 5,6 Mw        | VII         | nee        | [ 18 ]      |
| 30-09-2012 | 11:31            | La Vega zie Aardbeving Colombia 2012                   | Lat 1.972 Long 76.329  | 0                      | onbekend    | 7,3 Mw        | V           | nee        | [ 19 ]      |
| 09-02-2013 | 09:16            | Nariño                                                 | Lat 1.17 Long 77.41    | 0                      | 134         | 7,0 Mw        | V           | nee        | [ 20 ]      |
| 07-02-2014 | 15:37:10 (UTC−6) | Aratoca, Santander zie Aardbeving Aratoca 2014         | 6° 4′ NB, 72° 58′ WL   | 0                      | 158,6       | 5,5 Mw        | IV          | nee        | [ 21 ]      |

Magnitudes - Mw Momentmagnitudeschaal, ML Schaal van Richter, Ms Oppervlaktegolfmagnitude, ? onbekende schaal